# Приріт
Приріт (Batis) — рід горобцеподібних птахів прирітникових (Platysteiridae). Містить 19 видів. Поширені в Африці.

## Опис
Це невеликі міцні птахи, що харчуються комахами. Зазвичай, вони трапляються у відкритих лісах або саванах. Гніздо — це маленька акуратна чашка, низько розташована на дереві або кущі.
Приріти мають яскраве забарвлення, як правило, з сірою короною на голові, чорною маскою на очах, темною спиною і блідішими нижньою частиною, часто з кольоровою або чорною стрічкою на грудях і білим кольором на горлі, що сильно контрастує з чорною смужкою очей. Оперення самців і самиць, зазвичай, відрізняються.

## Види
- Приріт рудокрилий, Batis capensis
- Приріт короткохвостий, Batis mixta
- Приріт ірингійський, Batis crypta
- Приріт зулуйський, Batis fratrum
- Приріт ангольський, Batis margaritae
- Приріт рувензорський, Batis diops
- Приріт кокосовий, Batis poensis
- Приріт західноафриканський, Batis occulta
- Приріт конголезький, Batis minulla
- Приріт габонський, Batis minima
- Приріт чорноспинний, Batis ituriensis
- Приріт сенегальський, Batis senegalensis
- Приріт акацієвий, Batis orientalis
- Приріт білобокий, Batis molitor
- Приріт кенійський, Batis soror
- Приріт сіробокий, Batis pririt
- Приріт східний, Batis minor
- Приріт західний, Batis erlangeri
- Приріт карликовий, Batis perkeo